# Хусто Лоренте
Хусто Лоренте (ісп. Justo Lorente, нар. 27 лютого 1984, Масайя) — нікарагуанський футболіст, воротар клубу «Реал Естелі» та національної збірної Нікарагуа.

## Клубна кар'єра
Вихованець клубу «Реал Естелі», в академії якого перебував з 2008 року. Перед Апертурою 2011 року у віці 17 років був заявлений за першу команду. У свій перший рік з клубом він зумів двічі виграти чемпіонський титул (Апертура 2011 і Клаусура 2012). 1 серпня 2012 року зіграв свій перший міжнародний матч проти мексиканського «УАНЛ Тигрес» в Лізі чемпіонів КОНКАКАФ 2012-13 (0:4). У наступній Лізі чемпіонів 2013-14 зіграв кожну гру групового етапу і пропустив тільки 5 голів, до того ж, зробивши найкращий сейв турніру.
Протягом 2016 року недовго захищав кольори костариканського клубу «Мунісіпаль Ліберія», після чого знову повернувся в рідний «Реал Естелі», з яким загалом виграв п'ять чемпіонств Нікарагуа.

## Виступи за збірну
2013 року дебютував в офіційних матчах у складі національної збірної Нікарагуа на Центральноамериканському кубку в Коста-Риці.
У складі збірної був учасником розіграшу Золотого кубка КОНКАКАФ 2017 року у США.
Наразі провів у формі головної команди країни 19 матчів.